# 褒忠萃英祠
褒忠萃英祠位在臺灣雲林縣褒忠鄉的道教寺廟，主要奉祀文昌帝君。

## 歷史
- 道光十五年（1835年），監生張克厚、舉人丁捷三、增生張嘉言倡建[1]。
- 光緒七年（1881年），監生張銘玉、附貢生張銘獻倡修[2]。
- 日治時期，皇民化運動的影響，總督府要消除台灣民間信仰，不得祭拜中國神明等，大力掃蕩，所有神像要燒毀。當地居民就將文昌帝君金身藏起來，歷經波折後暫時宮奉於土地公廟，後來文昌帝君顯靈又遷奉於張公館。
- 民國77年（1988年），褒忠鄉長蘇錫王、地方人士的努力下，遷回原址（現址）。當時廟身破舊不堪，第五屆委員會、各界信眾的群策群力及的贊助下，進行修復。
- 民國94年（2005年），12月竣工，終有今日的新貌。

## 簡介
- 文昌帝君亦稱梓潼帝君。據民間傳說是唐代人士張亞，原居越州，後遷居四川梓潼縣，死後因種種因緣而為「 文昌帝君」。主司考試運途及幫助讀書人的文昌帝君，科舉時代讀書人莫不虔誠祭祀，而客家地區大多將關聖帝君、朱衣星君、魁斗星君、孚祐帝君（呂仙祖）及文昌帝君合稱為「五文昌）。
- 每年農曆二月初三為文昌帝君聖誕，除了一般善信可自由祭祀，廟方也要隆重舉行祭祀典禮。祭拜文昌帝君時善信常備祭品：
  - 蔥：以祈求孩子聰明。
  - 芹菜：祈求孩子勤學。
  - 蒜苗：希望孩子算術精通。
  - 桂花：可得富貴。
  - 蘿蔔：諧音「菜頭」，求得好彩頭。另外也備五牲、水果、清酒等祭品祭祀。